# Adam Gemili
Adam Ahmed Gemili (Londres, 6 de octubre de 1993) es un deportista británico que compite en atletismo, especialista en las carreras de velocidad.
Ganó dos medallas en el Campeonato Mundial de Atletismo, oro en 2017 y plata en 2019, y cuatro medallas en el Campeonato Europeo de Atletismo entre los años 2014 y 2018.
Participó en tres Juegos Olímpicos de Verano, entre los años 2012 y 2020, ocupando el cuarto lugar en Río de Janeiro 2016, la prueba de 200 m.

## Palmarés internacional
| Campeonato Mundial | Campeonato Mundial       | Campeonato Mundial | Campeonato Mundial |
| Año                | Lugar                    | Medalla            | Prueba             |
| ------------------ | ------------------------ | ------------------ | ------------------ |
| 2017               | Londres (Reino Unido)    | Medalla de oro     | 4 × 100 m          |
| 2019               | Doha (Catar)             | Medalla de plata   | 4 × 100 m          |
| Campeonato Europeo |                          |                    |                    |
| Año                | Lugar                    | Medalla            | Prueba             |
| 2014               | Zúrich (Suiza)           | Medalla de oro     | 200 m              |
| 2014               | Zúrich (Suiza)           | Medalla de oro     | 4 × 100 m          |
| 2016               | Ámsterdam (Países Bajos) | Medalla de oro     | 4 × 100 m          |
| 2018               | Berlín (Alemania)        | Medalla de oro     | 4 × 100 m          |